# USS New Jersey (BB-62)
O USS New Jersey é um couraçado que foi operado pela Marinha dos Estados Unidos e a segunda embarcação da Classe Iowa, depois do USS Iowa e seguido pelo USS Missouri, USS Wisconsin, USS Illinois e USS Kentucky, porém estes dois últimos não foram finalizados. Sua construção começou em setembro de 1940 no Estaleiro Naval da Filadélfia e foi lançado ao mar em dezembro de 1942, sendo comissionado na frota em maio do ano seguinte. É armado com uma uma bateria principal composta por nove canhões de 406 milímetros montados em três torres de artilharia triplas, tinha um deslocamento de mais de 58 mil toneladas e conseguia alcançar uma velocidade máxima de 32 nós.
O New Jersey entrou em serviço no meio da Segunda Guerra Mundial e foi designado para a Guerra do Pacífico, onde participou das campanhas das Ilhas Gilbert e Marshall, Ilhas Marianas e Palau, Filipinas e Ilhas Vulcano e Ryūkyū na escolta de porta-aviões e em ações de bombardeios litorâneos. Após o fim da guerra continuou em serviço até ser descomissionado em junho de 1948, porém voltou à ativa em novembro de 1950 para lutar na Guerra da Coreia também em funções de escolta e no bombardeio litorâneo na Coreia do Norte. A guerra terminou em 1953 e o couraçado continuou servindo por mais alguns anos até ser descomissionado novamente em agosto de 1957.
Foi brevemente reativado por um pouco mais de um ano entre 1968 e 1969 para dar suporte na Guerra do Vietnã. O navio foi modernizado em 1980, sendo equipado com lançadores de mísseis de cruzeiro e mísseis antinavio e novos equipamentos eletrônicos. Foi recomissionado na frota em dezembro de 1982 e no ano seguinte participou de operações de bombardeio litorâneo na Guerra Civil Libanesa. Pelos anos seguintes o New Jersey operou pelo Oceano Pacífico realizando cruzeiros e treinamentos de rotina. Foi descomissionado pela última vez em fevereiro de 1991 e descartado pela marinha em 1999, sendo transformado dois anos depois em um navio-museu em Camden, Nova Jérsei.

## Características

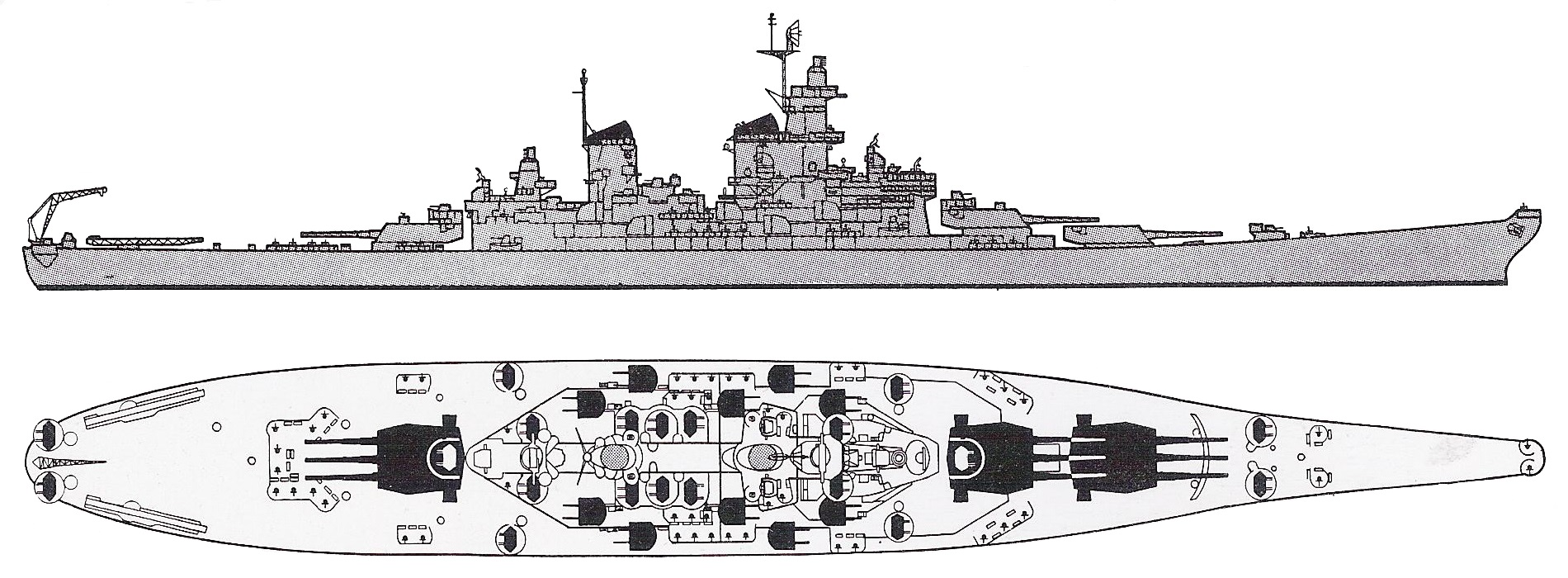
Desenho da Classe Iowa

A Classe Iowa foi projetada no final da década de 1930 em resposta às expectativas de uma guerra contra o Japão. Oficiais norte-americanos tradicionalmente preferiam couraçados lentos e muito bem armados e protegidos, porém os planejadores navais determinaram que uma frota assim teria dificuldades em trazer a frota japonesa mais rápida para uma batalha, especialmente os cruzadores de batalha da Classe Kongō e os porta-aviões da 1ª Frota Aérea. Estudos preparados durante o desenvolvimento da Classe North Carolina e da Classe South Dakota demonstraram a dificuldade para se resolver os desejos dos oficiais e planejadores dentro dos limites de deslocamento impostos pelo sistema do Tratado Naval de Washington, que controlava a construção de navios capitais desde 1922. A chamada "cláusula do escalonamento" do Segundo Tratado Naval de Londres de 1936 permitia um aumento de deslocamento padrão de 36 mil para 46 mil toneladas caso qualquer país signatário se recusasse a ratificar o tratado, algo que o Japão não tinha feito.
O New Jersey tem 270,4 metros de comprimento de fora a fora, boca de 33 metros, calado de 11,5 metros e um deslocamento carregado de 58 460 toneladas. Seu sistema de propulsão é composto por oito caldeiras Babcock & Wilcox a óleo combustível que impulsionavam quatro turbinas a vapor Westinghouse, cada uma girando uma hélice. Este sistema tinha uma potência indicada de 214,9 mil cavalos-vapor (158 mil quilowatts) para uma velocidade máxima de 32,5 nós (60,2 quilômetros por hora). Sua autonomia era de quinze mil milhas náuticas (28 mil quilômetros) a quinze nós (28 quilômetros por hora). Foi projetado para ter uma tripulação de 117 oficiais e 1 804 marinheiros, porém ao final da Segunda Guerra Mundial este número tinha crescido para 189 oficiais e 2 978 marinheiros. Foi inicialmente equipado com duas catapultas de aeronaves no convés da popa e um guindaste para operar hidroaviões. Estes inicialmente eram Vought OS2U Kingfisher, mas foram substituídos em dezembro de 1944 pelo Curtiss SC Seahawk.
A bateria principal do New Jersey consiste em nove canhões Marco 7 calibre 50 de 406 milímetros. Estes estão montados em três torres de artilharia triplas, duas ficam localizadas na frente da superestrutura, com a segunda torre sobreposta à primeira, enquanto a terceira fica na popa. Seu armamento secundário tinha vinte canhões de duplo-propósito calibre 38 de 127 milímetros montados em dez torres de artilharia duplas, instaladas cinco de cada lado da superestrutura. Seu armamento antiaéreo tinha oitenta canhões Bofors de 40 milímetros em vinte montagens quádruplas, nove em cada lateral e as duas restantes no topo da segunda e terceira torres de artilharia. Por fim, 49 canhões Oerlikon de 20 milímetros em montagens únicas foram distribuídos pelo comprimento do navio. O cinturão de blindagem tem 307 milímetros, enquanto o convés é protegido por uma blindagem entre 38 e 152 milímetros. A cidadela blindada é fechada por anteparas transversais de 330 a 368 milímetros de espessura. As torres de artilharia tem frentes de 495 milímetros e laterais de 241 milímetros, ficando em cima de barbetas com espessura entre 295 a 439 milímetros. A torre de comando é protegida por laterais de 439 milímetros.